# エンヒキ・シウヴァ・ミラグレス
エンヒキ（Henrique）ことエンヒキ・シウヴァ・ミラグレス（Henrique Silva Milagres、1994年4月25日 - ）は、ブラジル・リオデジャネイロ出身のサッカー選手。ポジションはDF。

## クラブ経歴
2003年にCRヴァスコ・ダ・ガマの下部組織に入団し、2013年7月21日、フルミネンセFCとのリーグ戦でトップチームデビューを果たした。ヴァスコ・ダ・ガマでは2013年から2021年までの通算8年間在籍し、公式戦192試合に出場して1得点を挙げた。
2021年6月29日、リーグ・アンに所属していたオリンピック・リヨンに3年契約で移籍した。